# Botanophila dichops
Botanophila dichops är en tvåvingeart som beskrevs av Fan 1988. Botanophila dichops ingår i släktet Botanophila och familjen blomsterflugor. Inga underarter finns listade i Catalogue of Life.